# Zornitsa Cove
Die Zornitsa Cove (englisch; bulgarisch залив Зорница saliw Sorniza) ist eine 7 km breite und 3,1 km lange Bucht an der Nordküste der Livingston-Insel im Archipel der Südlichen Shetlandinseln. Als Nebenbucht der Barclay Bay liegt sie zwischen dem Rowe Point im Südwesten und dem Dreyfus Point im Nordosten.
Bulgarische Wissenschaftler kartierten sie 2009. Die bulgarische Kommission für Antarktische Geographische Namen benannte sie 2010 nach Ortschaften im Südosten, Nordosten und Südwesten Bulgariens.